# William McDowell-White
William McDowell-White (Brisbane, 13 aprile 1998) è un cestista australiano.

## Carriera
Con l'Australia ha disputato i Campionati asiatici del 2022.